# Anja Kluge
Pour les articles homonymes, voir Kluge.
Anja Kluge, née le 9 novembre 1964 à Berlin-Est est une rameuse Allemande qui a été championne olympique pour l'Allemagne de l'Est.

## Biographie
Anja Kluge, jardinière d'enfants de profession, a été sacré aux Spartakiades de 1979 en skiff et quatrième en quatre de couple. Puis elle a principalement concouru en huit. En 1982, elle était sacrée championne du monde junior, obtenait son premier titre de championne d'Allemagne de l'Est en 1984 et devenait vice-championne du monde en 1986 et 1989.
Elle a fêté son plus grand succès aux Jeux olympiques d'été de 1988 à Séoul en devenant championne olympique avec le huit est-allemand.

## Palmarès

### Jeux olympiques d'été
- Jeux olympiques d'été de 1988 à Séoul (Corée du Sud)
  -  Médaille d'or en huit

### Championnats du monde
- Championnats du monde de 1986 à Nottingham (Royaume-Uni)
  -  Médaille d'argent en huit
- Championnats du monde de 1987 à Copenhague (Danemark)
  - 4e en huit
- Championnats du monde de 1989 à Bled (Yougoslavie)
  -  Médaille d'argent en huit

## Sources
- (de) Cet article est partiellement ou en totalité issu de l’article de Wikipédia en allemand intitulé « Anja Kluge » (voir la liste des auteurs).
- (de) Volker Kluge: Das große Lexikon der DDR-Sportler, Schwarzkopf & Schwarzkopf, Berlin 2000  (ISBN 3-89602-348-9)